# Sitio de Perpiñán (1642)
El Sitio de Perpiñán fue uno de los episodios de la Guerra de los Segadores que supuso finalmente la anexión definitiva de Perpiñán a Francia, ratificada en el Tratado de los Pirineos, de 7 de noviembre de 1659.

## Antecedentes
Poco después de la revuelta que supuso el Corpus de Sangre, el ejército de Felipe IV ocupaba Tortosa y Tarragona y, el 17 de enero de 1641, ante la alarmante penetración del ejército castellano, Pau Claris, al frente de la Generalidad de Cataluña, proclamó la República Catalana acordando una alianza política y militar con Francia, poniendo Cataluña bajo la obediencia de Luis XIII de Francia. Pocos días después, con la ayuda del ejército francés, la Generalidad obtuvo una importante victoria militar en la batalla de Montjuic del 26 de enero de 1641, y las tropas castellanas se retiraron a Tarragona.
El 4 de mayo de 1641 el ejército francés de Henri d'Escoubleau de Sourdis se presentó ante Tarragona e inició el bloqueo de la ciudad con las tropas de tierra de Philippe de La Mothe-Houdancourt. Durante los meses de mayo y junio se luchó en los alrededores de Tarragona; el Fuerte de Salou cayó ante los franceses el 9 de mayo y se libró la batalla de Constantí el 13 de mayo. Después de ser derrotados del 30 de junio al 4 de julio de 1641 en la primera batalla de Tarragona, los españoles construyeron un nuevo grupo comandado por García Álvarez de Toledo y Mendoza, que consiguió entregar provisiones en la ciudad e hizo huir al ejército francés en el Rosellón.
Una columna castellana de 4500 hombres salió de Tarragona el 23 de marzo de 1642 para socorrer al Rosellón, que había quedado aislado en el norte, pero serían derrotadas a medio camino y Collioure cayó el mes de abril. En mayo, los españoles retiran los tercios que estaban en Rosas con una escuadra de 78 naves.

## La batalla
Las tropas de Luis XIII de Francia asediaron Perpiñán desde el 4 de noviembre de 1641. El propio rey estuvo presente durante la primavera en el asedio pero se marchó antes de la conquista de la ciudad. El gobernador, el marqués de Flores Dávila, rindió la ciudad, que cayó por hambre y por el gran número de bajas el 9 de septiembre de 1642. La ciudad fue ocupada por tropas francesas apoyadas por los catalanes sublevados. 

## Consecuencias
En la ciudad se encontraba el mayor arsenal del ejército español, cien cañones y veinte mil mosquetes, que serían capturados por el ejército francés. La presión sobre Salses, que había quedado completamente aislada en el Rosellón, hizo que se rindiera a continuación. 